# Internalizovana homofobija
Internalizovana homofobija predstavlja fenomen kada osoba  negativne stereotipove, stigme, predrasude i verovanja u vezi sa homoseksualnošću i LGBTQ+ ljudima prenosi na sebe, bez obzira da li se identifikuju kao LGBTQ+ ili ne. Koliko ovo može uticati na pojedinca zavisi od toga koje ideje su i u kolikoj meri internalizovane, svesno ili nesvesno.
Negativna razmišljanja  poput gore navedenih mogu biti ublažena kroz procese edukacije, životna iskustva ili ponekad kroz terapiju.  Internalizovana homofobija takođe se odnosi na  (ne)svesna ponašanja kojima osoba oseća potrebu da promoviše ili ispuni ponašanja kakva od njega očekuje heteronormativna kultura. To ponekad može podrazumevati i procese veoma jake represije ili  poricanja, a sve to u cilju da bi se osećali „normalno“ ili prihvaćeno.
Drugi oblici internalizovane homofobije su nešto suptilniji, poput pretpostavljanja pola partnera neke osobe ili rodnim ulogama.  
Neka istraživanja pokazala su da su navodno homofobični ljudi obično skloniji da više represuju homoseksualne misli . Isto važi i za ljude koji su odrastali u striktno anti-lgbtq+ porodicama i mestima, kao i za religiozne lidere koji oštro kritikuju LGBTQ+ društvo, ali na kraju se sazna da su praktikovali neki vid seksualnih aktivnosti sa ljudima istog pola. To indukuje da internalizovana homofobija ne utiče isključivo samo na homoseksualnost, već ima maha i na polju seksualnosti generalno.
Glavna posledica internalizovane homofobije, ukoliko se dopusti da se razvije, dovodi do kliničke depresije i jedan je od glavnih krivaca za visok stepen samoubistava među mladim ljudima LGBTI populacije. Psihoterapija kao i učestvovanje u grupama koje se bave potvrđivanjem i prihvatanjem seksualnih identiteta mogu rešiti ili eventualno umanjiti uticaje internalizovane homofobije i pomoći pojedincu da nađe balans ukoliko ima unutrašnji konflikt (na primer između religioznih verovanja i seksualne orijentacije).  Čak i samo informative terapijske sesije, koje su upućene na prihvatanje seksualnih orijentacija koje nisu heteroseksualne, mogu biti od velike pomoći za pojedinca.